# Poppopbåt
En pop-popbåt är en leksaksbåt som drivs med en enkel ångmaskin, vilken eldas med ett ljus eller en oljebrännare. Namnet är taget från ljudet som kommer från båten. Andra namn är puttputtbåt, tokig båt, blixtångaresteamer, varmluftsbåt, pulserande vattenmotorbåt, Can-Can-båt, Knatterbåt, toc-toc, Puf-Puf-båt, Poof Poof-farkost, Phut-Phut, eller Pouet-Pouet.

## Funktionsprincip
Ångpannan består av ett delvis vattenfyllt, slutet kärl (vanligen en bleckdosa, vilket förutsätts i resten av beskrivningen) som akterut står i förbindelse med det omgivande vattnet båten ligger i genom ett eller flera rör.
När kärlet hettas upp, skapar ångan ett övertryck som pressar ut vattnet och driver båten framåt enligt Newtons tredje lag.
Det utströmmande vattnet lämnar ett tomrum, vilket skapar ett undertryck och får dosans sidor att bågna in med ett popp. Tryckskillnaden pressar tillbaka vatten in i dosan, som återfår sin form med ett popp. Det kalla vattnet som sugs in träffar dosans främre vägg, och ger ytterligare en rörelseimpuls till båten.
Det faktum att vattnet på vägen ut är samlat i en stråle medan insugningen är diffus ökar effektiviteten, jämför att släcka ett ljus genom att blåsa och suga luft från samma avstånd.

En tystare motor som är ytterst enkel att tillverka består ett metallrör vars ändar böjts parallella till in-/utlopp, sedan mittdelen lindats till en spiral, under vilken värmekällan placeras.

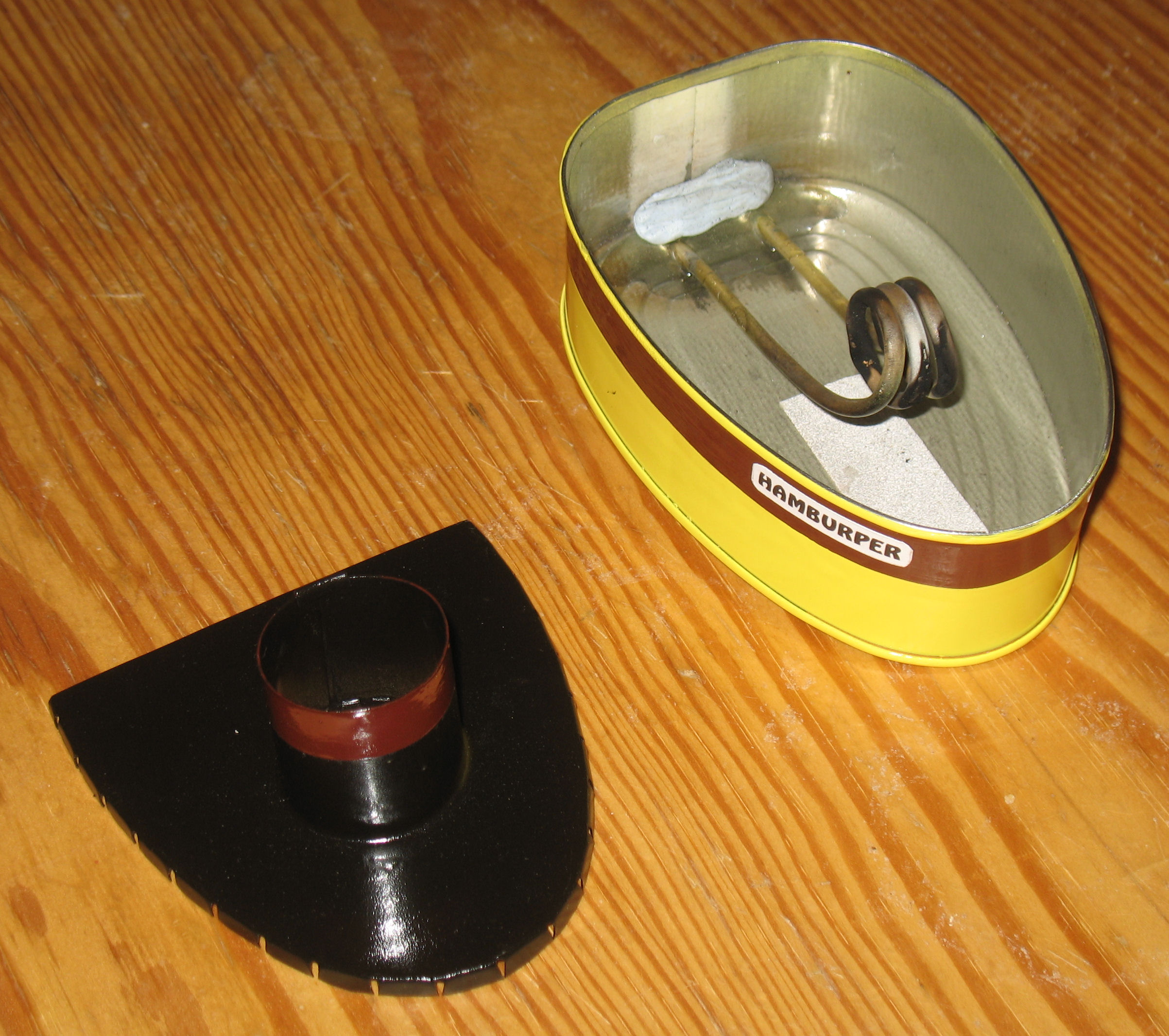
Hemmagjord knatterbåt, tillverkad av en skinkkonservburk, med spiralbrännare.

## Historik
Vanligtvis anges fransmannen Thomas Piot som pop-popbåtens skapare. År 1891 tog han patent i Storbritannien för en enkel pop-popbåt med en liten ångpanna och två rör.
År 1915 tog amerikanen Charles J. McHugh patent, som var en vidareutveckling av Thomas Piots konstruktion. 1920 tog William Purcell sitt patent.
Charles J. McHugh tog ännu ett patent 1926, med en motor konstruerad så att den enklare kunde tillverkas kommersiellt. År 1934 tog Paul Jones patent på en annan design.

### Fotnoter
1. ↑  Basil Harley, Toyshop Steam, (Argus Books, 1978).  ISBN 0-85242-583-X
2. ↑  Thomas Piot UK Patent 20,081 Arkiverad 29 november 2011 hämtat från the Wayback Machine. "Improvement in steam generators" Issue date: 0ct. 15, 1892
3. ↑  Ed Sobey and Woody Sobey, "The Way Toys Work" (Chicago Review Press, 2008), p. 100.  ISBN 1-55652-745-4
4. ↑  Charles J. Mohugh Mall:US Patent "Power-propelled boat", Issue date: 10 oktober 1916
5. ↑  W. F. Purcell Mall:US Patent "Propelling device", Issue date: 15 januari 1924
6. ↑  Charles J. McHugh
 Mall:US Patent "Power propelled boat", Issue date: 24 augusti 1926
7. ↑  Paul Jones Mall:US Patent "Tot boat", Issue date: 5 mars 1935